# František Čermák (tenista)
František Čermák (* 14. listopadu 1976 Valtice) je český tenisový trenér a bývalý profesionální tenista. Ve své kariéře na okruhu ATP World Tour vyhrál třicet jedna turnajů ve čtyřhře, z toho třináct v páru s krajanem Leošem Friedlem, a na dalších dvaceti čtyřech skončil jako poražený finalista.
Na challengerech ATP a okruhu ITF získal jedenáct titulů ve dvouhře a třicet ve čtyřhře. V letech 2009–2010 nastupoval po boku Michala Mertiňáka, se kterým vyhráli základní skupinu londýnského Turnaje mistrů 2009 a vypadli v semifinále s Maxem Mirnym a Andy Ramem. V sezóně 2012 nastupoval do čtyřhry se Slovákem Filipem Poláškem.
Spolu s Lucií Hradeckou získal grandslamový titul ve smíšené čtyřhře French Open 2013 po výhře nad dvojicí Kristina Mladenovicová a Daniel Nestor. Ve finále Australian Open 2013 nestačili na australský pár Gajdošová a Ebden.
Na žebříčku ATP byl ve dvouhře nejvýše klasifikován v říjnu 2003 na 201. místě a ve čtyřhře pak v únoru 2010 na 14. místě.
V českém daviscupovém týmu debutoval v roce 2005 utkáním baráže Světové skupiny proti Německu, v němž s Leošem Friedlem prohráli čtyřhru až po pětisetové bitvě, která trvala téměř 4 hodiny. Do září 2012 v soutěži nastoupil ke dvěma mezistátním utkáním s bilancí 0–1 ve dvouhře a 0–1 ve čtyřhře.

## Trenérská angažmá
Od dubna 2016 do zářijového US Open 2016 byl trenérem hráčky elitní světové dvacítky Petry Kvitové. V září téhož roku se pak na zkušební dobu stal koučem Lucie Šafářové.. Od roku 2018 trénuje Kristýnu Plíškovou.

## Finále na Grand Slamu

### Smíšená čtyřhra: 2 (1–1)
| Stav      | rok  | turnaj          | povrch | spoluhráčka    | soupeři ve finále                    | výsledek       |
| --------- | ---- | --------------- | ------ | -------------- | ------------------------------------ | -------------- |
| Finalista | 2013 | Australian Open | tvrdý  | Lucie Hradecká | Jarmila Gajdošová Matthew Ebden      | 3–6, 5–7       |
| Vítěz     | 2013 | French Open     | antuka | Lucie Hradecká | Kristina Mladenovicová Daniel Nestor | 1–6, 6–4, 10–6 |

## Finále na okruhu ATP Tour
| Legenda (před/od 2009)                                     |
| D – dvouhra; Č – čtyřhra                                   |
| Grand Slam (0)                                             |
| Turnaj Mistrů (0)                                          |
| ATP Masters Series / ATP World Tour Masters 1000 (0–0)     |
| ATP International Series Gold / ATP World Tour 500 (5–2 Č) |
| ATP International Series / ATP World Tour 250 (26–21 Č)    |

| Tituly dle povrchu |
| ------------------ |
| Tvrdý (6)          |
| Antuka (24)        |
| Tráva (1)          |

### Čtyřhra: 55 (31–24)

#### Vítěz
| Č.  | datum             | turnaj                       | povrch | dotace      | spoluhráč         | poražení finalisté                       | výsledek         |
| --- | ----------------- | ---------------------------- | ------ | ----------- | ----------------- | ---------------------------------------- | ---------------- |
| 1.  | 21. červenec 2002 | Umag, Chorvatsko             | antuka | 381 000 $   | Julian Knowle     | Albert Portas Fernando Vicente           | 6–4 6–4          |
| 2.  | 28. červenec 2002 | Sopoty, Polsko               | antuka | 381 000 $   | Leoš Friedl       | Jeff Coetzee Nathan Healey               | 7–5 7–5          |
| 3.  | 13. duben 2003    | Casablanca, Maroko           | antuka | 400 000 $   | Leoš Friedl       | Devin Bowen Ashley Fisher                | 6–3 7–5          |
| 4.  | 25. červenec 2004 | Kitzbühel, Rakousko          | antuka | 800 000 $   | Leoš Friedl       | Lucas Arnold Ker Martín García           | 6–3 7–5          |
| 5.  | 15. srpen 2004    | Sopoty, Polsko               | antuka | 500 000 $   | Leoš Friedl       | Martín García Sebastián Prieto           | 2–6 6–2 6–3      |
| 6.  | 13. únor 2005     | Buenos Aires, Argentina      | antuka | 380 000 $   | Leoš Friedl       | José Acasuso Sebastián Prieto            | 6–2 7–5          |
| 7.  | 20. únor 2005     | Costa Do Sauipe, Brazílie    | antuka | 380 000 $   | Leoš Friedl       | José Acasuso Ignacio Gonzalez King       | 6–4 6–4          |
| 8.  | 10. duben 2005    | Casablanca, Maroko           | antuka | 380 000 $   | Leoš Friedl       | Martín García Luis Horna                 | 6–4 6–3          |
| 9.  | 1. květen 2005    | Estoril, Portugalsko         | antuka | 625 000 $   | Leoš Friedl       | Juan Ignacio Chela Tommy Robredo         | 6–3 6–4          |
| 10. | 10. červenec 2005 | Gstaad, Švýcarsko            | antuka | 495 000 $   | Leoš Friedl       | Michael Kohlmann Rainer Schüttler        | 7–66 7–611       |
| 11. | 19. únor 2006     | Buenos Aires, Argentina      | antuka | 425 000 $   | Leoš Friedl       | Vasilis Mazarakis Boris Pašanski         | 6–1 6–2          |
| 12. | 5. březen 2006    | Acapulco, Mexiko             | antuka | 690 000 $   | Leoš Friedl       | Potito Starace Filippo Volandri          | 7–5 6–2          |
| 13. | 6. srpen 2006     | Sopoty, Polsko               | antuka | 500 000 $   | Leoš Friedl       | Martín García Sebastián Prieto           | 6–3 7–5          |
| 14. | 15. červenec 2007 | Gstaad, Švýcarsko            | antuka | 496 000 $   | Pavel Vízner      | Marc Gicquel Florent Serra               | 7–5 5–7 10–7     |
| 15. | 22. červenec 2007 | Stuttgart, Německo           | antuka | 757 000 $   | Leoš Friedl       | Guillermo García-López Fernando Verdasco | 6–4 6–4          |
| 16. | 20. červenec 2008 | Amersfoort, Nizozemsko       | antuka | 326 000 €   | Rogier Wassen     | Jesse Huta Galung Igor Sijsling          | 7–5, 7–5         |
| 17. | 28. únor 2009     | Acapulco, Mexiko             | antuka | 1 226 500 $ | Michal Mertiňák   | Łukasz Kubot Oliver Marach               | 4–6, 6–4, 10–7   |
| 18. | 19. červenec 2009 | Stuttgart, Německo           | antuka | 450 000 €   | Michal Mertiňák   | Victor Hănescu Horia Tecău               | 7–5, 6–4         |
| 19. | 2. srpen 2009     | Umag, Chorvatsko             | antuka | 450 000 €   | Michal Mertiňák   | Johan Brunström Jean-Julien Rojer        | 6–4, 6–4         |
| 20. | 26. září 2009     | Bukurešť, Rumunsko           | antuka | 450 000 €   | Michal Mertiňák   | Johan Brunström Jean-Julien Rojer        | 6–2, 6–4         |
| 21. | 8. listopad 2009  | Valencie, Španělsko          | tvrdý  | 2 019 000 € | Michal Mertiňák   | Marcel Granollers Tommy Robredo          | 6–4, 6–3         |
| 22. | 3. říjen 2010     | Kuala Lumpur, Malajsie       | tvrdý  | 947 750 $   | Michal Mertiňák   | Mariusz Fyrstenberg Marcin Matkowski     | 7–63, 7–65       |
| 23. | 1. květen 2011    | Bělehrad, Srbsko             | tvrdý  | 416 650 €   | Filip Polášek     | Oliver Marach Alexander Peya             | 7–5, 6–2         |
| 24. | 26. září 2011     | 's–Hertogenbosch, Nizozemsko | tráva  | 450 000 €   | Daniele Bracciali | Robert Lindstedt Horia Tecău             | 6–3, 2–6, 10–8   |
| 25. | 31. červenec 2011 | Gstaad, Švýcarsko            | antuka | 450 000 €   | Filip Polášek     | Christopher Kas Alexander Peya           | 6–3, 7–67        |
| 26. | 23. říjen 2011    | Moskva, Rusko                | tvrdý  | 805 500 $   | Filip Polášek     | Carlos Berlocq David Marrero             | 6–3, 6–1         |
| 27. | 6. května 2012    | Mnichov, Německo             | antuka | 450 000 €   | Filip Polášek     | Xavier Malisse Dick Norman               | 6–4, 7–5         |
| 28. | 29. červenec 2012 | Kitzbühel, Rakousko          | antuka | 410 175 €   | Julian Knowle     | Dustin Brown Paul Hanley                 | 7–64, 3–6, 12–10 |
| 29. | 20. říjen 2012    | Moskva, Rusko                | tvrdý  | 742 150 $   | Michal Mertiňák   | Simone Bolelli Daniele Bracciali         | 7–5, 6–3         |
| 30. | 27. července 2014 | Umag, Chorvatsko             | antuka | 485 760 €   | Lukáš Rosol       | Dušan Lajović Franko Škugor              | 6–4, 7–65        |
| 31. | 13. říjen 2014    | Moskva, Rusko                | tvrdý  | 855 490 $   | Jiří Veselý       | Samuel Groth Chris Guccione              | 7–65, 7–5        |

#### Finalista
| Č.  | datum             | turnaj                 | povrch  | dotace      | spoluhráč         | vítězové finále                      | výsledek          |
| --- | ----------------- | ---------------------- | ------- | ----------- | ----------------- | ------------------------------------ | ----------------- |
| 1.  | 29. září 2002     | Palermo, Itálie        | antuka  | 381 000 $   | Leoš Friedl       | Lucas Arnold Ker Luis Lobo           | 4–6, 6–4, 2–6     |
| 2.  | 5. leden 2003     | Čennaí, Indie          | tvrdý   | 380 000 $   | Leoš Friedl       | Julian Knowle Michael Kohlmann       | 61–7, 63–7        |
| 3.  | 16. únor 2003     | Viña del Mar, Chile    | antuka  | 345 000 $   | Leoš Friedl       | Agustín Calleri Mariano Hood         | 3–6, 6–1, 4–6     |
| 4.  | 13. červenec 2003 | Gstaad, Švýcarsko      | antuka  | 550 000 $   | Leoš Friedl       | Leander Paes David Rikl              | 3–6, 3–6          |
| 5.  | 3. srpen 2003     | Sopoty, Polsko         | antuka  | 500 000 $   | Leoš Friedl       | Mariusz Fyrstenberg Marcin Matkowski | 4–6, 77–6, 3–6    |
| 6.  | 28. září 2003     | Palermo, Itálie        | antuka  | 380 000 $   | Leoš Friedl       | Lucas Arnold Ker Mariano Hood        | 6–7, 73–6, 4–6    |
| 7.  | 18. duben 2004    | Estoril, Portugalsko   | antuka  | 525 000 $   | Leoš Friedl       | Juan Ignacio Chela Gastón Gaudio     | 2–6, 1–6          |
| 8.  | 15. leden 2006    | Sydney, Austrálie      | tvrdý   | 419 000 $   | Leoš Friedl       | Fabrice Santoro Nenad Zimonjić       | 1–6, 4–6          |
| 9.  | 5. únor 2006      | Viña del Mar, Chile    | antuka  | 380 000 $   | Leoš Friedl       | José Acasuso Sebastián Prieto        | 62–7, 4–6         |
| 10. | 15. říjen 2006    | Moskva, Rusko          | koberec | 1 000 000 $ | Jaroslav Levinský | Fabrice Santoro Nenad Zimonjić       | 1–6, 5–7          |
| 11. | 29. říjen 2006    | Lyon, Francie          | koberec | 800 000 $   | Jaroslav Levinský | Julien Benneteau Arnaud Clément      | 2–6, 73–6, 7–10   |
| 12. | 4. únor 2007      | Záhřeb, Chorvatsko     | koberec | 416 000 $   | Jaroslav Levinský | Michael Kohlmann Alexander Waske     | 65–7, 6–4, 5–10   |
| 13. | 8. únor 2009      | Viña del Mar, Chile    | antuka  | 496 750 $   | Michal Mertiňák   | Pablo Cuevas Brian Dabul             | 3–6, 3–6          |
| 14. | 25. říjen, 2009   | Moskva, Rusko          | tvrdý   | 1 080 500 $ | Michal Mertiňák   | Pablo Cuevas Marcel Granollers       | 6–4, 5–7, 8–10    |
| 15. | 8. leden 2010     | Dauhá, Katar           | tvrdý   | 1 110 250 $ | Michal Mertiňák   | G. García López Albert Montañés      | 4–6, 5–7          |
| 16. | 1. srpen 2010     | Umag, Chorvatsko       | antuka  | 450 000 €   | Michal Mertiňák   | Leoš Friedl Filip Polášek            | 3–6, 67–7         |
| 17. | 24. červenec 2011 | Hamburk, Německo       | antuka  | 1 115 000 € | Filip Polášek     | Oliver Marach Alexander Peya         | 4–6, 1–6          |
| 18. | 2. říjen 2011     | Kuala Lumpur, Malajsie | tvrdý   | 947 750 $   | Filip Polášek     | Eric Butorac Jean-Julien Rojer       | 1–6, 3–6          |
| 19. | 9. říjen 2011     | Tokio, Japonsko        | tvrdý   | 1 341 000 $ | Filip Polášek     | Andy Murray Jamie Murray             | 1–6, 4–6          |
| 20. | 8. leden 2012     | Auckland, Nový Zéland  | tvrdý   | 450 000 $   | Filip Polášek     | Oliver Marach Alexander Peya         | 3–6, 2–6          |
| 21. | 11. únor 2013     | Sao Paulo, Brazílie    | antuka  | 519 775 $   | Michal Mertiňák   | Alexander Peya Bruno Soares          | 7(5)–6, 2–6, 7–10 |
| 22. | 4. srpna 2013     | Kitzbühel, Rakousko    | antuka  | 467 800 €   | Lukáš Dlouhý      | Martin Emmrich Christopher Kas       | 4–6, 3–6          |
| 23. | 17. února 2014    | Delray Beach, USA      | tvrdý   | 539 730 $   | Michail Jelgin    | Bob Bryan Mike Bryan                 | 2–6, 3–6          |
| 24. | 19. říjen 2015    | Moskva, Rusko          | tvrdý   | 771 525 $   | Radu Albot        | Andrej Rubljov Dmitrij Tursunov      | 6–2, 1–6, 6–10    |

## Finále na challengerech ATP a okruhu ITF
| Legenda                      |
| ---------------------------- |
| D – dvouhra; Č – čtyřhra     |
| Challengery (1–1 D; 21–11 Č) |
| Futures (10–2 D; 6–3 Č)      |

### Dvouhra: 14 (11–3)

#### Vítěz
| Č.  | datum              | turnaj                             | povrch | dotace  | poražený finalista  | výsledek      |
| --- | ------------------ | ---------------------------------- | ------ | ------- | ------------------- | ------------- |
| 1.  | 2. srpna 1999      | ITF Egypt F2, Cairo, Egypt         | antuka | $10 000 | Karim Maamoun       | 7–5, 6–2      |
| 2.  | 9. srpna 1999      | ITF Egypt F2, Cairo, Egypt         | antuka | $10 000 | Roubíček Václav     | 6–2, 7–5      |
| 3.  | 14. srpna 2000     | ATP Challenger, Bressanone, Itálie | antuka | $25 000 | Sergio Roitman      | 5–7, 6–4, 6–1 |
| 4.  | 12. listopadu 2001 | ITF Czech F6, Česko                | antuka | $10 000 | Mariusz Fyrstenberg | 6–3, 6–74,6–3 |
| 5.  | 22. dubna 2002     | ITF Algeria F1, Sidi–Fredj, Alžír  | antuka | $15 000 | Diego Moyano        | 6–3, 3–6,6–2  |
| 6.  | 29. dubna 2002     | ITF Algeria F2, Sidi–Fredj, Alžír  | antuka | $15 000 | Diego Moyano        | 6–1, 7–63     |
| 7.  | 20. května 2002    | ITF Czech F1, Most, Česko          | antuka | $10 000 | Roman Valent        | 6–2, 5–7,6–4  |
| 8.  | 4. listopadu 2002  | ITF Czech F7, Česko                | antuka | $10 000 | Lukáš Dlouhý        | 6–75,6–1, 7–5 |
| 9.  | 22. listopadu 2004 | ITF Iran F4, Kishi Island, Írán    | antuka | $15 000 | Marco Mirnegg       | 7–5, 6–0      |
| 10. | 14. května 2007    | ITF Czech F2, Česko                | antuka | $10 000 | Ladislav Švarc      | 7–65,6–2      |
| 11. | 4. srpna 2008      | ITF Slovak F1, Žilina, Slovensko   | antuka | $10 000 | Marek Michalička    | 7–5, 6–4      |

#### Finalista
| Č. | datum          | turnaj                                          | povrch | dotace  | vítěz finále    | výsledek |
| -- | -------------- | ----------------------------------------------- | ------ | ------- | --------------- | -------- |
| 1. | 26. říjen 1998 | ITF Tunisia F1, Tunis                           | antuka | $15 000 | Rodolphe Cadart | 6–7, 3–6 |
| 2. | 21. únor 2000  | ITF Indonesia F1,Jakarta, Indonésie             | tvrdý  | $15 000 | Zbyněk Mlynařík | 0–4skreč |
| 3. | 15. září 2003  | ATP Challenger, Banja Luka, Bosna a Hercegovina | antuka | $25 000 | Mario Radić     | 4–6, 3–6 |

### Čtyřhra: 32 (22–11)

#### Vítěz
| Č.  | datum             | turnaj                                     | povrch | dotace   | spoluhráč         | poražení finalisté                 | výsledek       |
| --- | ----------------- | ------------------------------------------ | ------ | -------- | ----------------- | ---------------------------------- | -------------- |
| 1.  | 22. června 1998   | ITF Futures F2, Káhira, Egypt              | antuka | $15 000  | Petr Dezort       | Piotr Szczepanik Paolo Taicher     | 6–1, 0–1skreč  |
| 2.  | 2. listopadu 1998 | ITF Futures F2, Tunisko                    | antuka | $15 000  | Petr Dezort       | Agustin Banos Oscar Burrieza-Lopez | 7–6, 6–0       |
| 3.  | 9. srpen 1999     | ITF Futures Egypt F3, Káhira, Egypt        | antuka | $10 000  | Matthias A Muller | Nikos Rovas Taso Vasiliadis        | bez boje       |
| 4.  | 25. října 1999    | ITF Futures Tunisia F1, La Marsa, Tunisko  | antuka | $15 000  | Petr Dezort       | Cristian Kordasz Peter Madarrasy   | 6–2, 6–3       |
| 5.  | 28. února 2000    | ITF Indonesia F2, Jakarta, Indonésie       | tvrdý  | $15 000  | Roman Kukal       | Sulistio Wibowo Bonit Wirjawan     | 6–1, 6–4       |
| 6.  | 8. května 2000    | ITF Great Britain F5, Hatfield, Anglie     | antuka | $15 000  | Radovan Světlík   | Tapio Nurminen Janne Ojala         | 6–4, 6–2       |
| 7.  | 7. srpna 2000     | ATP Challenger Tour, Praha, Česko          | antuka | $50 000  | Ota Fukárek       | Tomáš Cibulec Leoš Friedl          | 6–4,6–3        |
| 8.  | 13. listopad 2000 | ATP Challenger Tour, Osaka, Japonsko       | tvrdý  | $25 000  | Ota Fukárek       | Jaoki Išii Eric Taino              | 6–1, 7–65      |
| 9.  | 12. února 2001    | ATP Challenger Tour, Bombaj, Indie         | tvrdý  | $25 000  | Ota Fukárek       | Maheš Bhúpatí Fazaluddin Syed      | 7–64, 4–6, 7–5 |
| 10. | 19. února 2001    | ATP Challenger Tour, Chandigarh, Indie     | tvrdý  | $25 000  | Radek Štěpánek    | Giorgio Galimberti Nir Welgreen    | 6–4, 6–2       |
| 11. | 2. července 2001  | ATP Challenger Tour, Ulm, Německo          | antuka | $50 000  | David Škoch       | Brandon Coupe Tim Crichton         | 6–2, 6–4       |
| 12. | 30. července 2001 | ATP Challenger Tour, San Marino, Německo   | antuka | $100 000 | David Škoch       | Devin Bowen Alexander Kitinov      | 7–5, 6–4       |
| 13. | 22. října 2001    | ATP Challenger Tour, Soul, Korea           | tvrdý  | $50 000  | Jaroslav Levinský | Yves Allegro Marco Chiundinelli    | 5–7, 7–63, 6–3 |
| 14. | 13. května 2002   | ATP Challenger Tour, Praha, Česko          | antuka | $50 000  | Ota Fukárek       | Jaroslav Levinský David Škoch      | 6–4,6–3        |
| 15. | 3. června 2002    | ATP Challenger Tour, Prostějov, Česko      | antuka | $100 000 | Ota Fukárek       | Mariano Hood Sebastián Prieto      | 6–3,7–65       |
| 16. | 29. července 2002 | ATP Challenger Tour, Petrohrad, Rusko      | antuka | $25 000  | Jaroslav Levinský | Artem Derepasko Orest Tereshchuk   | 6–3, 6–2       |
| 17. | 5. června 2006    | ATP Challenger Tour, Prostějov, Česko      | antuka | $125 000 | Jaroslav Levinský | Jan Mašík Michal Tabara            | 6–3,6–2        |
| 18. | 3. listopadu 2008 | ATP Challenger Tour, Bratislava, Slovensko | tvrdý  | €106 500 | Łukasz Kubot      | Alexander Peya Philipp Petzschner  | 6–4,6–4        |
| 19. | 2. května 2011    | ATP Challenger Tour, Praha, Česko          | antuka | €85 000  | Lukáš Rosol       | Christopher Kas Alexander Peya     | 6–3,6–4        |
| 20. | 17. března 2014   | ATP Challenger Tour, Panama City, Panama   | antuka | $40 000  | Michail Jelgin    | Martin Alund Guillermo Duran       | 4–6, 6–3, 10–8 |
| 21. | 8. května 2015    | ATP Challenger Tour, Řím, Itálie           | antuka | €42 500  | Dustin Brown      | Andres Molteni Marco Trungelliti   | 6–2, 6–1       |
| 22. | 16. května 2015   | ITF Czech Republic F1, Praha, Česko        | antuka | $10 000  | Robin Staněk      | Kamil Gajewski Szymon Walkow       | 6–3, 6–3       |

#### Finalista
| Č.  | datum              | turnaj                                      | povrch  | dotace   | vítěz finále    | výsledek                              |                |
| --- | ------------------ | ------------------------------------------- | ------- | -------- | --------------- | ------------------------------------- | -------------- |
| 1.  | 26. říjen 1998     | ITF Tunisia F1, Tunis, Tunisko              | antuka  | $15 000  | Petr Dezort     | Agustin Banos Oscar Burrieza-Lopez    | 6–2, 4–6, 3–6  |
| 2.  | 1. listopadu 1999  | ITF Tunisia F2, Tunis, Tunisko              | antuka  | $15 000  | Petr Dezort     | Tapio Nurminen Janne Ojala            | 2–6, 6–4, 1–6  |
| 3.  | 1. května 2000     | ITF Great Britain F4, Hatfield, Anglie      | antuka  | $15 000  | Radovan Světlík | Jose Frontera Ion Moldovan            | 5–7, 4–6       |
| 4.  | 6. listopadu 2000  | ATP Challenger Tour, Soul, Jižní Korea      | tvrdý   | $25 000  | Ota Fukárek     | Tim Crichton Ashley Fischer           | 4–6, 4–6       |
| 5.  | 20. listopadu 2000 | ATP Challenger Tour, Brest, Francie         | tvrdý   | $100 000 | Ota Fukárek     | Tuomas Ketola Laurence Tieleman       | 6–75, 6–1, 3–6 |
| 6.  | 8. října 2001      | ATP Challenger Tour, Barcelona, Španělsko   | antuka  | $50 000  | David Škoch     | Juan Ignacio Carasco Alex Lopez Moron | 4–6, 1–6       |
| 7.  | 5. listopadu 2001  | ATP Challenger Tour, Bratislava, Slovensko  | tvrdý   | $100 000 | Ota Fukárek     | Petr Luxa Radek Štěpánek              | 4–6, 3–6       |
| 8.  | 21. ledna 2002     | ATP Challenger Tour, Heilbronn, Německo     | koberec | $100 000 | Ota Fukárek     | Alexander Kitinov Johan Landsberg     | 7–65, 3–6, 1–6 |
| 9.  | 17. června 2002    | ATP Challenger Tour, Braunschweig, Německo  | antuka  | $100 000 | Petr Luxa       | Mariano Hood Luis Horna               | 6–3, 3–6, 1–6  |
| 10. | 25. března 2014    | ATP Challenger Tour, Barranquilla, Kolumbie | antuka  | $40 000  | Michail Jelgin  | Pablo Cuevas Pere Riba                | 4–6, 3–6       |
| 11. | 11. srpna 2014     | ATP Challenger Tour, Cordenons, Itálie      | antuka  | €42 500  | Lukáš Dlouhý    | Potito Starace Adrian Ungur           | 2–6, 4–6       |

## Davisův pohár

### Dvouhra (0–1)
| Datum         | Fáze DC                 | Povrch    | Soupeř         | Výsledek |
| ------------- | ----------------------- | --------- | -------------- | -------- |
| 12. únor 2012 | 1. kolo Světové skupiny | tvrdý (h) | Simone Bolelli | 4–6, 4–6 |

### Čtyřhra (0–1)
| Datum         | Fáze DC               | Povrch | Partner     | Soupeři                    | Výsledek                |
| ------------- | --------------------- | ------ | ----------- | -------------------------- | ----------------------- |
| 24. září 2005 | baráž Světové skupiny | antuka | Leoš Friedl | Tommy Haas Alexander Waske | 6–4, 5–7, 2–6, 6–2, 4–6 |

## Utkání na Turnaji mistrů
| Fáze             | Datum              | Turnaj                     | Povrch | Spoluhráč       | Soupeři                              | Výsledek  |
| ---------------- | ------------------ | -------------------------- | ------ | --------------- | ------------------------------------ | --------- |
| základní skupina | 22. listopadu 2009 | Londýn, Spojené království | tvrdý  | Michal Mertiňák | Maheš Bhúpatí Mark Knowles           | 3–6, 3–6  |
| základní skupina | 24. listopadu 2009 | Londýn, Spojené království | tvrdý  | Michal Mertiňák | Daniel Nestor Nenad Zimonjić         | 6–3, 6–4  |
| základní skupina | 26. listopadu 2009 | Londýn, Spojené království | tvrdý  | Michal Mertiňák | Mariusz Fyrstenberg Marcin Matkowski | 6–4, 6–4  |
| semifinále       | 28. listopadu 2009 | Londýn, Spojené království | tvrdý  | Michal Mertiňák | Max Mirnyj Andy Ram                  | 4–6, 64–7 |

## Postavení na konečném žebříčku ATP

### Dvouhra
| Rok    | 1994  | 1995   | 1996   | 1997   | 1998   | 1999   | 2000   | 2001   | 2002   | 2003   | 2004   | 2005   | 2006   | 2007   | 2008   | 2009   | 2010   | 2011 | 2012    | 2013 | 2014 | 2015 |
| Pořadí | 1091. | ▲ 983. | ▲ 795. | ▼ 838. | ▲ 571. | ▲ 348. | ▲ 241. | ▼ 367. | ▲ 250. | ▲ 215. | ▼ 367. | ▼ 461. | ▼ 694. | ▼ 869. | ▼ 907. | ▼ 911. | ▲ 684. | —    | ▼ 1094. | —    | —    | —    |

### Čtyřhra
| Rok    | 1995 | 1996   | 1997   | 1998   | 1999   | 2000   | 2001  | 2002  | 2003  | 2004  | 2005  | 2006  | 2007  | 2008  | 2009 | 2010  | 2011  | 2012  | 2013  | 2014  | 2015  |
| Pořadí | 487. | ▲ 467. | ▼ 593. | ▲ 331. | ▲ 226. | ▲ 174. | ▲ 88. | ▲ 41. | ▲ 28. | ▲ 26. | ▲ 23. | ▼ 24. | ▼ 31. | ▼ 34. | ▲16. | ▼ 24. | ▲ 22. | ▼ 30. | ▼ 69. | ▲ 61. | ▼ 90. |